# كالموديولين
الكالمودولين (بالإنجليزية: Calmodulin)‏ ويُدعى اختصارًا CaM (‏CALcium—MODULated proteIN) هو بروتين رابط وناقل للإشارة يعبر عنه في جميع خلايا حقيقيات النوى من الخمائر إلى الإنسان، وهو بروتين متعدد الوظائف يقوم بوظيفة ترجام (transducer) لإشارات الكالسيوم عن طريق الارتباط بأيونات الكالسيوم وتعديل تأثيرها على البروتينات الهدف.

## البنية
يتكون الكالمودولين بالمجمل من تتالي 148 حمض أميني، ووزنه الجزيئي حوالي 16.8 كيلو دالتون، وبشكل أدق يتكون من نهايتين كرويتين (نهاية كربونية ونهاية أمينية) كبيرتين متناظرتين نسبياً، كل واحدة تحتوي على اثنتان من EF-hand Motifs كل منها ترتبط بشاردة كالسيوم Ca+2 واحدة، وبين هاتين النهايتين هناك شريط واصل مرن (hinged region or flexible linker) بينهما .

## الوظيفة
الكالمودولين هو بروتين ترجام للإشارة (transduction protein) ، و هو مسؤول عن العديد من الوظائف الخلوية بما فيها تكاثر الخلايا، تقلص العضلات الملساء، التظيم والتحكم بالقنوات الشاردية الإخراج الخلوي (Exocytosis) ، إضافة إلى ذلك تشير بعض الدراسات الحديثة إلى تواجده في النواة، حيث يعتقد أن له دور في تنظيم نسخ ال DNA و التعبير الجيني وإصلاح ال DNA .

## آلية العمل
عندما تكون الخلية في وضع الراحة وتكون مستويات الكالسيوم طبيعية، يتواجد الكالمودولين بشكله الغير فعال ويدعى حينها apoCalmodolin وتساعده ال (hinged region) على الارتباط بالبروتين الهدف، عندما تبدأ إشارة الكالسيوم، ويرتفع مستوى شوارد الكالسيوم داخل الخلية، ترتبط شوارد الكالسيوم بالكالمودولين مؤدية إلى حدوث تغيرات وتبدلات شكلية له، حيث تنكشف منطق كارهة للماء على سطحه، جاهزة للارتباط بالبروتينات الهدف، ما يؤدي لتفعيلها.
وهناك عدة آليات لعمل الكالمودولين وهي :
وفيها يقوم الكامودولين بالارتباط بالDomain المثبط لعمل البروتين الهدف ويثبطه بذلك يتم تفعيل عمل البروتين مثال: CaM kinase II, MLCKs, CaMKK, calcineurin.

### إعادة تشكيل الموقع النشط
يقوم الكالمودولين من خلال ارتباطه بالبروتين الهدف بإعادة تشكيله فراغياً إلى الشكل الفعال منه مثال : adenylyl cyclase.

### CaM-induced oligomerization
ترتبط جزيئتا كالمودولين بشقي البروتين المثنوي وعند ارتباط الكالسيوم بالكالموجولين تعمل التغيرات الشكلية التي يقوم بها على تباعد طرفي البرزتين ما يؤدي إلى تفعيله بآى ية فيزيائية مثال : small conductance Ca2+-activated K+ channel (SK) .
أمثلة على عمل معقد كالسيوم-كالمودولين :
يعمل الكالمودولين على تنظيم عمل العديد من الإنزيمات والقنوات الشاردية بالطريق المذكورة، منها :
•	Adenylyl cyclase.
•	Ca2+-dependent protein kinases
•	Ca2+-Mg2+ ATPase
•	Ca2+-phospholipid-dependent protein kinase
•	Cyclic nucleotide phosphodiesterase.
•	Some cytoskeletal proteins
•	Some ion channels (eg, L-type calcium channels)
•	Nitric oxide synthase
•	Phosphorylase kinase
•	Phosphoprotein phosphatase 2B
•	Some receptors (eg, NMDA-type glutamate receptor

### تحلل الغلايكوجين
إن تفعيل أحد أنواع البروتين G يؤدي إلى تفعيل Protein kinase 1 (تحت الوحدة C) و الذي يقوم بدوره بفسفرة ال Phosphorylase b kinase و الذي يفسفر لأنظيم Phosphorlase a و الذي لا ستطيع أن يقوم بدوره إلا بارتباط ال Cam به، عندها يصبح نشطاً في عملية ال Glycogen degration و تحويله إلى غلوكوز في العضلات المخططة .

### قنوات الكالسيوم من نوع L
إن هذه القنوات الأيونية مهمة في النقل العصبي وتقلص القلب، ولها علاقة بإدخال وإخراج الكالسيوم من وإلى الخلية، ويلعب الكالمودولين دوراً مهماً في تثبيط عمل هذه القنوات عن طريق الارتباط بالcalcineurin و الذي يفعل ال protein phosphatase 1 حيث يقوم هذا البروتين بنزع فسفرة هذه القنوات وبالتالي إغلاقها.

### إنزيم تكوين أكسيد النيتريز
يعد أكسيد الآزوت من النواقل العصبية المهمة، له دور في التطور العصبي واصطناع الأنسولين والمقوية الوعائية وتوليد الأوعية الدموية إلخ...
و تقوم الخلايا بتصنيعه عن طريق عائلة من البروتينات هي Nitric oxide synthases و عملها معتمد على ارتباط الكالمودولين الوظيفي بها .

### فسفرة العامل النووي لخلايا T المنشطة
يقوم معقد كالسيوم- كالمودولين بتعزيز فعالية واحد من أهم عوامل الانتساخ في الخلايا التائية و هو NFAT ( nuclear factor of activated T cells) ، حيث يتواجد هذا العامل بشكل مفسفر في ستوبلازما الخلية غير المثارة، وبعد إثارة الخلية عن طريق المستقبلات، وارتفاع مستوى الكالسيوم في الستوبلازما وارتباطه مع الكالمودولين، يقوم معقد كالسيوم-كالمودولين بالارتباط بالكاسيرونين وتفعيله، حيث يعمل هذا البروتين كفوسفاتاز يقوم بنزع فسفرة ال NFAT و توليد تسلسل إشاري قائد نحو النواة Nuclear localization sequence) ) يسمح بدخول هذا العامل عبر المسامات النووية وإثارة مورثات مهمة لتفعيل عمل الخلايا التائية.

### تقلص العضلات الملساء
يعتمد تفعيل الميوزين في العضلات الملساء على نسبة الكالسيوم في الخلية، حيث وعند وصول الجزيئات الإشارية كالهيستامين أو والنور ابنيفرين أو بعض الدفعات العصبية، تقوم هذه العوامل برفع نسبة الكالسيوم في السيتوبلازما عن طريق تحريرها من الشبكة السيتوبلازمية العضلية، عندها يرتبط الكالسيوم بالكالمودولين، ويتشكل معقد كالسيوم-كالمودولين فيقوم هذا المعقد بتفعيل myosin light chain kinase ، و الذي يقوم بفسفرة للسلاسل الخفيفة للميوزين، وتؤدي هذه الفسفرة إلى تشكل جسور الأكتين والميوزين و بالتالي دوران خيوط الميوزين على الأكتين وثم تداخلهما وحدوث التقلص .
من الأنزيمات الأخرى التي تفعل بواسطة معقد كالسيوم-كالمودولين هو cAMP phosphodiesterase يقوم هذا الإنزيم بوقف فعالية ال cAMP عن طريق تحويله إلى 5'-AMP.
رسم تخطيطي يوضح بعض البروتينات المستهدفة للارتباط بالكالمودولين ووظائفها.